# Expediciones españolas
Las expediciones españolas fueron las que llevaron a cabo los primeros años de su historia en un viaje exploradores, expedicionarios y conquistadores españoles que trabajaban para la Corona española, tuvieron diversos fines: científico (geográfica, botánica, etc.), religioso (proselitista, evangelizadora, misionera, etc.) o estratégico (militar, política, económica, etc.). Para denominar a las que resultaron exitosas se utilizan propiamente las denominaciones descubrimientos y descubridores españoles (las definiciones del DRAE se refieren a "hallar lo que estaba ignorado o escondido, principalmente tierras o mares desconocidos", una terminología que ha sido objeto de controversia).
Las expediciones más importantes fueron las que tuvieron lugar en la denominada Era de los Descubrimientos (siglos XV y XVI), vinculadas a la expansión del Imperio español. En esa época Cristóbal Colón cruzó el Atlántico y descubrió América (1492), Núñez de Balboa cruzó el istmo de Panamá y descubrió el océano Pacífico (1513), Fernando de Magallanes cruzó por primera vez el Pacífico y descubrió Guam y las Filipinas (1521). La expedición de Magallanes la completó Juan Sebastián Elcano, convirtiéndose en la primera vuelta al mundo de la historia (1519-1522). Durante el siglo XVI y principios del XVII, la actividad exploratoria de navegantes españoles en el Pacífico fue enorme. En 1545 Yñigo Ortiz de Retez llegó a Nueva Guinea y la bautizó con ese nombre por la similitud del aspecto de sus nativos con los de Guinea en África. Diferentes expediciones llegaron a las Islas Marianas, a las Carolinas, y las Palaos, que se integraron en la Capitanía General de Filipinas. En 1565 Miguel López de Legazpi fundó el primer asentamiento español del Pacífico, en Cebú (Filipinas) y el navegante Andrés de Urdaneta descubrió el tornaviaje, la ruta de regreso de Asia a América. Con ello se estableció una ruta transpacífica conocida como el Galeón de Manila que funcionó durante dos siglos y medio, uniendo los puertos de Acapulco y Manila, desde 1565 hasta 1815. En 1568 el navegante Álvaro de Mendaña descubrió las Islas Tuvalu y las Islas Salomón, y en una segunda expedición en 1595 descubrió las Islas Marquesas. En 1606, la expedición española de Quirós descubrió las Islas Pitcairn, las Nuevas Hébridas (hoy Vanuatu) y visitó las Salomón. Quirós desembarcó en la isla principal de las Nuevas Hébridas bautizándola La Australia del Espíritu Santo, pensando que había llegado a la Terra Australis, el continente australiano.
Durante el siglo XVIII se produce una adaptación a los ideales de la Ilustración, con lo que la finalidad científica gana importancia, sin abandonar la estratégica y militar. La expedición española más importante de la época fue la Expedición Malaspina que duró cinco años, desde 1789 hasta 1794. Fue un viaje de exploración político-científico que dio la vuelta al mundo, con el fin de visitar territorios españoles en América y Asia, así como muchas otras tierras, recogiendo información antropológica, geográfica, biológica (flora y fauna), así como política. También a finales del siglo XVIII se organizan varias expediciones a lo largo del Pacífico, entre ellas a Tahití en el Pacífico Sur y múltiples expediciones a Canadá y Alaska.
La emancipación de la mayor parte de las posesiones americanas a comienzos del siglo XIX supuso una modificación del objetivo de las exploraciones, y sobre todo en la disminución de su trascendencia, justo en el momento en que las expediciones coloniales del imperialismo europeo estaban en su fase más decisiva (reparto de África). En la primera mitad del siglo XX, tras la guerra hispano-estadounidense tuvo lugar una reorientación de la política expedicionaria, que se concentró en el África Occidental. Tras la descolonización de Marruecos (1956), Guinea Ecuatorial (1968) y, por último, el Sáhara Occidental (1975), las expediciones españolas se reorientan al conocimiento

## Edad Media
- Abu Hamid al-Garnati y Ibn Yubair (siglo XII, precursores del género de la rihla, relatos cosmográficos de viajes).
- Benjamín de Tudela (siglo XII).
- Ruy González de Clavijo (siglo XIV, embajador castellano a la corte de Tamerlán)
- Pero Niño, (finales del siglo XIV y primera mitad del siglo XV, marino castellano)

## SigloXV

Viajes de Colón.

- Viajes colombinos (Cristóbal Colón, Descubrimiento de América)
- Viajes andaluces
- Alonso de Ojeda
- Vicente Yáñez Pinzón y Martín Alonso Pinzón
- Diego de Lepe
- Pedro Alonso Niño
- Américo Vespucio
- Juan de la Cosa

## SigloXVI
- Expediciones americanas:

- Expedición a Florida de Juan Ponce de León, 1513.
- Descubrimiento del "Mar del Sur" (costa del Pacífico en Panamá), Vasco Nuñez de Balboa, 1513.
- Expedición por la costa del Atántico sur hasta el Río de la Plata, Juan Díaz de Solís, 1514-1516.
- Expediciones a la costa del actual México (1517, 1518 y 1519): Diego Velázquez de Cuéllar, Francisco Hernández de Córdoba, Juan de Grijalva, Hernán Cortés, Pedro de Alvarado, Alonso de Ávila, etc.
- Expedición por la costa norte del Golfo de México, Alonso Álvarez de Pineda, 1519.
- Expediciones por la costa del Pacífico hacia el Perú:

- Pascual de Andagoya (Golfo de San Miguel y Río de San Juan), 1522.
- Diego de Almagro, Francisco Pizarro y Hernando de Luque, 1524.
- Pizarro, Pedro de Candía y los demás llamados "trece de la Fama", 1527.

- Expedición por el río Magdalena de Rodrigo de Bastidas, 1525.
- Expedición a Florida de Pánfilo de Narváez, 1527.
- Expedición terrestre por América del Norte de Álvar Núñez Cabeza de Vaca, 1528-1536.
- Exploración por el río Orinoco de Diego de Ordás, 1531.
- Expedición terrestre a Chile de Pedro de Valdivia, 1540.
- Expedición por el río Amazonas de Francisco de Orellana, 1542.
- Expedición científica a Nueva España de Francisco Hernández de Toledo, 1571 y 1577.
- Expedición por la costa norteamericana del Pacífico en busca del Paso del Noroeste, Juan de Fuca, 1592.

- Primera circunnavegación del mundo (Expedición de Magallanes-Elcano)
- Expediciones al Pacífico y Filipinas:

- Expedición de Magallanes-Elcano
- Expedición de García Jofre de Loaísa (1525-1526)
- Expedición de Álvaro de Saavedra Cerón (1527-1528)
- Expedición de Grijalva al Pacífico ecuatorial (1537)
- Ruy López de Villalobos (1542-1543)
- Expedición de Juan Jufré y Juan Fernández a la Polinesia (1576-¿1577? o ¿1578?)
- Expediciones españolas de Mendaña a las Salomón
  - Primera expedición española a las Salomón (1567-1569)
  - Segunda expedición española a las Salomón (1595-1596)

- Expedición de Miguel López de Legazpi (1564)
- Tornaviaje de Andrés de Urdaneta y Alonso de Arellano (1565)

## SigloXVII
- Expedición a la costa de California en 1602-1603, de Sebastián Vizcaíno y Martín de Aguilar.
- Expedición a Vanuatu y Australia de Pedro Fernández de Quirós y Luis Váez de Torres en 1606.
- Pedro Páez y otros jesuitas españoles llegaron a "las fuentes del Nilo" (Etiopía) en 1618.
- Bartolomé de Fonte dijo haber navegado entre la bahía de Hudson y el Pacífico en 1640.[3]
- Pedro Ordóñez de Cevallos, jesuita en la Cochinchina.[4]

## SigloXVIII
- Misión Geodésica a Perú (1734), expedición hispano-francesa de La Condamine, Jorge Juan y Antonio de Ulloa, para la medición del meridiano terrestre.

Último cuarto del siglo:
- Pacífico Norteamericano (Canadá y Alaska): diez campañas entre 1774 y 1792, dirigidas por Juan José Pérez, Dionisio Alcalá Galiano, Cayetano Valdés, Juan Francisco de la Bodega.
- Pacífico Sur:
  - Expediciones españolas a Tahití y la Polinesia, de Domingo de Bonechea y José Andía y Varela (1772-1775)
  - Expedición de González de Haedo a la Isla de Pascua (1770-1771)
- Expediciones de Límites, que aprovechaban la potencialidad científica del deslindamiento de las posesiones españolas y portuguesas en Sudamérica, sujeto a distintas interpretaciones científicas y diplomáticas:

- Expedición de Límites (1750-1761): José de Iturriaga, Francisco Fernández de Bobadilla, Apolinar Díaz de la Fuente y Pehr Löfling a la cuenca del Orinoco (este último con los médicos y botánicos catalanes Benito Paltor y Antonio Condal y los dibujantes Bruno Salvador Carmona y Juan de Dios Castel).
- Félix de Azara a la colonia de Sacramento (Apuntamientos para la historia natural de los cuadrúpedos del Paraguay y río de la Plata, 1802 y Voyages dans l'Ámerique Méridionale, 1809).

- Expedición Botánica al Virreinato del Perú (o Real Expedición Botánica a los reinos de Perú y Chile) (1777-1786, de Hipólito Ruiz y José Antonio Pavón Quinología o tratado del árbol de la quina o cascarilla, 1792, Florae Peruvianae, et Chilensis prodomus, 1794, Disertaciones sobre la raíz de la ratánhia, de la calaguala y de la china y acerca de la yerba llamada canchalagua, 1796, Flora peruviana et chilensis, 1798-1802, Systema vegetabilium florae peruvianae et chilensis, 1798. Juan José Tafalla Navascués,[6] comisionado de esta Expedición, realizó además un viaje expedicionario a Ecuador, 1799-1808. El material quedó inédito y fue recuperado por Eduardo Estrella Aguirre en 1989[7]).
- Real Expedición Botánica del Nuevo Reino de Granada (1782-1808, José Celestino Mutis Instrucción relativa a las especies y virtudes de la quina, 1792, El arcano de la quina, 1828, Flora de Nueva Granada —sólo láminas—);
- Real Expedición Botánica a Nueva España (1787-1803, Martín Sessé y José Mariano Mociño Flora Mexicana y Plantae Novae Hispaniae -inéditas-).
- Expedición a Chile y Perú de Conrado Heuland y Cristián Heuland (hermanos Heuland), enviados por José Clavijo y Fajardo, director del Real Gabinete de Historia Natural.[8]
- Expedición a Cuba de Joaquín de Santa Cruz, conde de Mopox, y Baltasár Boldó (informe entregado en 1802).
- Expedición de Alejandro Malaspina (1789-1794, José Bustamante, cartógrafo Felipe Bauzá, naturalistas Tadeo Haenke, Luis Née y Antonio Pineda, pintores José Guío, José del Pozo, Fernando Brambila, Juan Ravenet y Tomás de Suria) cuyos problemas políticos con Godoy provocaron la incautación y olvido de sus materiales recopilados, que no condujeron a ningún resultado práctico en España; triste destino que por una circunstancia o por otra, fue compartido por buena parte de los hallazgos de estas expediciones, lo que indica la escasa receptividad que la sociedad y el sistema productivo español tenía hacia innovaciones y descubrimientos, hecho mucho más decisivo que la cambiante voluntad de los gobiernos ilustrados que los impulsaban o el entusiasmo de los científicos que los emprendían.
- Juan Carrasco, viajes en el noroeste del océano Pacífico a finales del siglo XVIII.
- Al menos una de estas expediciones sí tuvo un éxito indiscutible: la Real Expedición Filantrópica de la Vacuna de Francisco Javier Balmis (1803-1806, José Salvany y Lleopart).
- Otros, más bien de espionaje que científicos, fueron los viajes africanos de Domingo Badía, disfrazado como Alí Bey (Plan de Viaje al África, 1801, Voyages d'Ali-Bey en Afrique et en Asie pendant les années 1803-1807, 1814, versión castellana de 1836).

## SigloXIX
- Comisión Científica del Pacífico (Marcos Jiménez de la Espada, 1862-1865);
- La expedición (esencialmente militar) a Guinea Ecuatorial de Juan José Lerena y Barry (1843);
- La expedición científica del comandante Julio Cervera, el geólogo Francisco Quiroga y el intérprete Felipe Rizzo al Sáhara Occidental en 1886;[9]
- La expedición de Francisco Noroña al océano Índico y las islas Filipinas;
- Las expediciones de Manuel Iradier (1868 y 1877);[10]
- Algunos otros periplos individuales o colectivos con fines más o menos científicos o aventureros, como el de Francisco de Paula Marín —introductor de la piña en Háwai—, José Luis Ceacero Inguanzo — Islas Batanes y Babuyán —, José María de Murga y Mugártegui, el Moro Vizcaíno, Joaquín Gatell y Folch, Caid Ismail —Marruecos y el Sáhara—, Juan Víctor Abargues de Sostén —mar Rojo y Abisinia—, Cristóbal Benítez —Tumbuctú y Senegal, 1880[11]— y Bonelli, José Álvarez Pérez, Bens y Capaz —Río de Oro e Ifni[12]—.

## Primera mitad delsigloXX
- Exploraciones científicas al África Occidental (1886-1915).
- Comisión permanente para la exploración y estudio del noroeste de África (1901-1915).
- Viaje al Golfo de Nápoles (1905).
- Estudios y envíos de materiales zoológicos de Guinea (1924-26).
- Excursión del Sr. Luis Lozano a Río de Oro [sic], (1933).
- Proyecto de Expedición Transafricana (1933-1936)
- Comisión Científica de Ifni (1934-35).
- Expedición del capitán Francisco Iglesias al Amazonas (1936).
- Trabajos preparatorios de la expedición a Guinea e Ifni (1939-1940).
- Expedición a Filipinas (sin fecha).

## Finales desigloXXysigloXXI
Ausente de las dos primeras convocatorias del Año Polar Internacional (1882 y 1932) y con una modesta participación en el Año Geofísico Internacional de 1957-1958, por primera vez España participó en el Año Polar Internacional de 2008-2009, con base en los veinte años de experiencia de los Buques de Investigación Oceanográfica Las Palmas (A-52) y Hespérides (A-33), y las Bases antárticas de España (Base Antártica Juan Carlos I en la isla Livingston, 1988; Base Antártica Gabriel de Castilla, isla Decepción, 1989) y tras adherirse al Tratado Antártico en 1982.